# Volleyball Casalmaggiore 2022-2023
Questa voce raccoglie le informazioni riguardanti il Volleyball Casalmaggiore nelle competizioni ufficiali della stagione 2022-2023.

## Stagione
Nella stagione 2022-23 il Volleyball Casalmaggiore assume la denominazione sponsorizzata di Trasporti Pesanti Casalmaggiore.
Partecipa per la decima volta alla Serie A1; chiude la regular season di campionato al sesto posto in classifica, qualificandosi per i play-off scudetto: viene eliminato nella serie dei quarti di finale dalla Pro Victoria. Accede quindi ai play-off Challenge Cup, vincendoli, grazie al successo in finale sul Firenze.
Il sesto posto al termine del girone di andata consente al Casalmaggiore di qualificarsi per la Coppa Italia, sconfitto nei quarti di finale dalla Pro Victoria.

## Organigramma societario
Area direttiva
- Presidente: Massimo Boselli
- Team manager: Giovanni Roffia

Area tecnica
- Allenatore: Andrea Pistola
- Allenatore in seconda: Mauro Tettamanti
- Assistente allenatore: Michele Moroni
- Scout man: Alessandro Bianciardi

## Rosa
| N° | Nome              | Ruolo | Data di nascita   | Nazionalità sportiva |
| -- | ----------------- | ----- | ----------------- | -------------------- |
| 1  | Lauren Carlini    | P     | 28 febbraio 1995  | Stati Uniti          |
| 2  | Francesca Scola   | P     | 15 settembre 2001 | Italia               |
| 3  | Elena Perinelli   | S     | 27 giugno 1995    | Italia               |
| 4  | Rebecca Piva      | S     | 1º maggio 2001    | Italia               |
| 5  | Alexandra Frantti | S     | 3 marzo 1996      | Stati Uniti          |
| 7  | Juliët Lohuis     | C     | 10 settembre 1996 | Paesi Bassi          |
| 8  | Courtney Buzzerio | O     | 9 aprile 2000     | Stati Uniti          |
| 9  | Laura Melandri    | C     | 31 gennaio 1995   | Italia               |
| 10 | Adhuoljok Malual  | O     | 14 novembre 2000  | Italia               |
| 11 | Chiara De Bortoli | L     | 28 luglio 1997    | Italia               |
| 12 | Ellen Braga       | S     | 12 giugno 1991    | Brasile              |
| 14 | Emilija Nikolova  | O     | 26 dicembre 1991  | Bulgaria             |
| 16 | Linda Mangani     | O     | 16 febbraio 2000  | Italia               |
| 18 | Benedetta Sartori | C     | 14 aprile 2001    | Italia               |

## Mercato
| Acquisti | Acquisti          | Acquisti              | Acquisti   |
| R.       | Nome              | da                    | Modalità   |
| -------- | ----------------- | --------------------- | ---------- |
| O        | Courtney Buzzerio | Pittsburgh            | definitivo |
| P        | Lauren Carlini    | Türk Hava Yolları     | definitivo |
| L        | Chiara De Bortoli | Chieri '76            | definitivo |
| S        | Alexandra Frantti | Chieri '76            | definitivo |
| C        | Juliët Lohuis     | MTV Stoccarda         | definitivo |
| C        | Laura Melandri    | Wealth Planet Perugia | definitivo |
| O        | Emilija Nikolova  | PTT                   | definitivo |
| S        | Elena Perinelli   | Chieri '76            | definitivo |
| S        | Rebecca Piva      | Millenium Brescia     | definitivo |
| C        | Benedetta Sartori | Futura Giovani        | definitivo |
| P        | Francesca Scola   | Megavolley            | definitivo |

| Cessioni | Cessioni        | Cessioni              | Cessioni   |
| R.       | Nome            | a                     | Modalità   |
| -------- | --------------- | --------------------- | ---------- |
| P        | Marta Bechis    | Roma Club             | definitivo |
| S        | Ellen Braga     | Radomka               | definitivo |
| L        | Luna Carocci    | -                     | ritirata   |
| P        | Erica Di Maulo  | ?                     | definitivo |
| L        | Martina Ferrara | Roma Club             | definitivo |
| C        | Ludovica Guidi  | Savino Del Bene       | definitivo |
| O        | Polina Rahimova | Kuzeyboru             | definitivo |
| S        | Jana Ščerban'   | Lokomotiv Kaliningrad | definitivo |
| S        | Kinga Szűcs     | Pałac Bydgoszcz       | definitivo |
| C        | M'kaela White   | Voluntari             | definitivo |
| C        | Marina Zambelli | -                     | ritirata   |

## Risultati

### Serie A1

#### Girone di andata
| 1ª giornata - 23 ottobre 2022 PalaMaddalene, Chieri                          | Chieri '76      | 3 - 0 | Casalmaggiore         | 25-14, 25-17, 25-12               |
| 2ª giornata - 26 ottobre 2022 PalaRadi, Cremona                              | Casalmaggiore   | 2 - 3 | Pro Victoria          | 25-27, 21-25, 25-21, 26-24, 10-15 |
| 3ª giornata - 30 ottobre 2022 PalaCastagnaretta, Cuneo                       | Cuneo Granda    | 0 - 3 | Casalmaggiore         | 17-25, 20-25, 21-25               |
| 4ª giornata - 2 novembre 2022 PalaWanny, Firenze                             | Savino Del Bene | 3 - 0 | Casalmaggiore         | 28-26, 25-23, 25-20               |
| 5ª giornata - 6 novembre 2022 PalaRadi, Cremona                              | Casalmaggiore   | 3 - 0 | Wealth Planet Perugia | 25-21, 25-16, 25-14               |
| 6ª giornata - 13 novembre 2022 PalaVerde, Villorba                           | Imoco           | 3 - 1 | Casalmaggiore         | 25-19, 22-25, 25-17, 25-10        |
| 7ª giornata - 16 novembre 2022 PalaRadi, Cremona                             | Casalmaggiore   | 2 - 3 | AGIL                  | 24-26, 25-22, 27-25, 13-25, 8-15  |
| 8ª giornata - 19 novembre 2022 PalaRadi, Cremona                             | Casalmaggiore   | 3 - 1 | Helvia Recina         | 25-16, 25-22, 19-25, 27-25        |
| 9ª giornata - 27 novembre 2022 PalaCarneroli, Urbino                         | Megavolley      | 2 - 3 | Casalmaggiore         | 25-20, 25-22, 24-26, 18-25, 12-15 |
| 10ª giornata - 4 dicembre 2022 PalaWanny, Firenze                            | Firenze         | 1 - 3 | Casalmaggiore         | 18-25, 25-22, 20-25, 17-25        |
| 11ª giornata - 11 dicembre 2022 PalaRadi, Cremona                            | Casalmaggiore   | 3 - 2 | UYBA                  | 25-21, 19-25, 23-25, 25-20, 15-11 |
| 12ª giornata - 19 dicembre 2022 Palazzetto dello Sport, Villafranca Piemonte | Pinerolo        | 3 - 2 | Casalmaggiore         | 18-25, 26-28, 26-24, 25-17, 15-13 |
| 13ª giornata - 26 dicembre 2022 PalaRadi, Cremona                            | Casalmaggiore   | 3 - 0 | Bergamo 1991          | 25-22, 25-19, 25-23               |

#### Girone di ritorno
| 14ª giornata - 6 gennaio 2023 PalaRadi, Cremona              | Casalmaggiore         | 2 - 3 | Chieri '76      | 25-19, 19-25, 17-25, 25-20, 12-15 |
| 15ª giornata - 15 gennaio 2023 Arena di Monza, Monza         | Pro Victoria          | 2 - 3 | Casalmaggiore   | 17-25, 25-11, 22-25, 26-24, 10-15 |
| 16ª giornata - 22 gennaio 2023 PalaRadi, Cremona             | Casalmaggiore         | 3 - 1 | Cuneo Granda    | 26-24, 17-25, 25-20, 25-22        |
| 17ª giornata - 4 febbraio 2023 PalaRadi, Cremona             | Casalmaggiore         | 1 - 3 | Savino Del Bene | 25-17, 21-25, 22-25, 21-25        |
| 18ª giornata - 12 febbraio 2023 PalaEvangelisti, Perugia     | Wealth Planet Perugia | 3 - 0 | Casalmaggiore   | 25-18, 25-20, 25-22               |
| 19ª giornata - 19 febbraio 2023 PalaRadi, Cremona            | Casalmaggiore         | 0 - 3 | Imoco           | 23-25, 13-25, 24-26               |
| 20ª giornata - 26 febbraio 2023 PalaTerdoppio, Novara        | AGIL                  | 3 - 2 | Casalmaggiore   | 25-17, 22-25, 14-25, 25-20, 15-10 |
| 21ª giornata - 5 marzo 2023 PalaFontescodella, Macerata      | Helvia Recina         | 1 - 3 | Casalmaggiore   | 25-21, 18-25, 10-25, 17-25        |
| 22ª giornata - 12 marzo 2023 PalaRadi, Cremona               | Casalmaggiore         | 3 - 0 | Megavolley      | 25-18, 26-24, 25-21               |
| 23ª giornata - 18 marzo 2023 PalaRadi, Cremona               | Casalmaggiore         | 3 - 2 | Firenze         | 25-19, 19-25, 25-21, 19-25, 17-15 |
| 24ª giornata - 26 marzo 2023 PalaPiantanida, Busto Arsizio   | UYBA                  | 3 - 1 | Casalmaggiore   | 22-25, 25-21, 25-19, 25-21        |
| 25ª giornata - 2 aprile 2023 PalaRadi, Cremona               | Casalmaggiore         | 1 - 3 | Pinerolo        | 17-25, 28-26, 21-25, 19-25        |
| 26ª giornata - 8 aprile 2023 Palazzetto dello sport, Bergamo | Bergamo 1991          | 3 - 1 | Casalmaggiore   | 26-24, 26-24, 18-25, 25-17        |

#### Play-off scudetto
| Quarti di finale (gara 1) - 16 aprile 2023 Arena di Monza, Monza | Pro Victoria  | 3 - 2 | Casalmaggiore | 25-19, 22-25, 25-20, 18-25, 15-12 |
| Quarti di finale (gara 2) - 19 aprile 2023 PalaRadi, Cremona     | Casalmaggiore | 3 - 2 | Pro Victoria  | 30-28, 25-18, 20-25, 23-25, 15-12 |
| Quarti di finale (gara 3) - 23 aprile 2023 Arena di Monza, Monza | Pro Victoria  | 3 - 1 | Casalmaggiore | 25-21, 25-22, 22-25, 25-21        |

#### Play-off Challenge Cup
| 1ª giornata - 27 aprile 2023 PalaRadi, Cremona | Casalmaggiore | 3 - 0 | Pinerolo | 25-18, 25-23, 25-19        |
| 3ª giornata - 3 maggio 2023 PalaRadi, Cremona  | Casalmaggiore | 3 - 0 | Bergamo  | 25-21, 25-23, 25-13        |
| Finale - 27 aprile 2023 PalaRadi, Cremona      | Casalmaggiore | 3 - 1 | Firenze  | 25-23, 26-24, 29-31, 26-24 |

### Coppa Italia
| Quarti di finale - 25 gennaio 2023 Palazzetto dello Sport, Monza | Pro Victoria | 3 - 0 | Casalmaggiore | 25-23, 28-26, 25-16 |

## Statistiche

### Statistiche di squadra
| Competizione | Punti | In casa | In casa | In casa | In trasferta | In trasferta | In trasferta | Totale | Totale | Totale |
| Competizione | Punti | G       | V       | P       | G            | V            | P            | G      | V      | P      |
| ------------ | ----- | ------- | ------- | ------- | ------------ | ------------ | ------------ | ------ | ------ | ------ |
| Serie A1     | 37/6  | 17      | 11      | 6       | 15           | 5            | 10           | 32     | 16     | 16     |
| Coppa Italia | -     | 0       | 0       | 0       | 1            | 0            | 1            | 1      | 0      | 1      |
| Totale       | -     | 17      | 11      | 6       | 16           | 5            | 11           | 33     | 16     | 17     |

G = partite giocate; V = partite vinte; P = partite perse

### Statistiche dei giocatori
| Giocatore     | Serie A1 | Serie A1 | Serie A1 | Serie A1 | Serie A1 | Coppa Italia | Coppa Italia | Coppa Italia | Coppa Italia | Coppa Italia | Totale | Totale | Totale | Totale | Totale |
| Giocatore     | P        | PT       | AV       | MV       | BV       | P            | PT           | AV           | MV           | BV           | P      | PT     | AV     | MV     | BV     |
| ------------- | -------- | -------- | -------- | -------- | -------- | ------------ | ------------ | ------------ | ------------ | ------------ | ------ | ------ | ------ | ------ | ------ |
| E. Braga      | 6        | 13       | 12       | 0        | 1        | -            | -            | -            | -            | -            | 6      | 13     | 12     | 0      | 1      |
| C. Buzzerio   | 10       | 3        | 0        | 0        | 3        | -            | -            | -            | -            | -            | 10     | 3      | 0      | 0      | 3      |
| L. Carlini    | 30       | 112      | 59       | 26       | 27       | 1            | 2            | 2            | 0            | 0            | 31     | 114    | 61     | 26     | 27     |
| C. De Bortoli | 30       | 0        | 0        | 0        | 0        | 1            | 0            | 0            | 0            | 0            | 31     | 0      | 0      | 0      | 0      |
| A. Frantti    | 30       | 456      | 404      | 29       | 23       | 1            | 12           | 10           | 2            | 0            | 31     | 468    | 414    | 31     | 23     |
| J. Lohuis     | 31       | 317      | 197      | 95       | 25       | 1            | 10           | 3            | 5            | 2            | 32     | 327    | 200    | 100    | 27     |
| A. Malual     | 26       | 168      | 147      | 14       | 7        | 1            | 11           | 11           | 0            | 0            | 27     | 179    | 158    | 14     | 7      |
| L. Mangani    | 22       | 16       | 14       | 0        | 2        | 1            | 0            | 0            | 0            | 0            | 23     | 16     | 14     | 0      | 2      |
| L. Melandri   | 32       | 253      | 169      | 80       | 4        | 1            | 4            | 2            | 2            | 0            | 33     | 257    | 171    | 82     | 4      |
| E. Nikolova   | 22       | 417      | 381      | 19       | 17       | 0            | 0            | 0            | 0            | 0            | 22     | 417    | 381    | 19     | 17     |
| E. Perinelli  | 31       | 236      | 198      | 15       | 23       | 1            | 10           | 10           | 0            | 0            | 32     | 246    | 208    | 15     | 23     |
| R. Piva       | 26       | 145      | 126      | 13       | 6        | 1            | 1            | 0            | 0            | 1            | 27     | 146    | 126    | 13     | 7      |
| B. Sartori    | 5        | 17       | 14       | 3        | 0        | 0            | 0            | 0            | 0            | 0            | 5      | 17     | 14     | 3      | 0      |
| F. Scola      | 15       | 7        | 4        | 1        | 2        | 0            | 0            | 0            | 0            | 0            | 15     | 7      | 4      | 1      | 2      |

P = presenze; PT = punti totali; AV = attacchi vincenti; MV = muri vincenti; BV = battute vincenti